# 齐奇 (匈牙利)
齐奇，是匈牙利绍莫吉州所辖的一个村。总面积15.01平方公里，总人口371，人口密度24.7人/平方公里（2011年1月1日）。